# TaPa Tampere
TaPa Tampere je finski hokejski klub iz Tampereja, ki je bil ustanovljen leta 1921. Z enim naslovom finskega državnega prvaka je eden uspešnejših finskih klubov. 

## Lovorike
- Finska liga: 1 (1930/31)

## Znameniti hokejisti
- Niilo Tammisalo
- Risto Tiitola